# Gache (perruque)

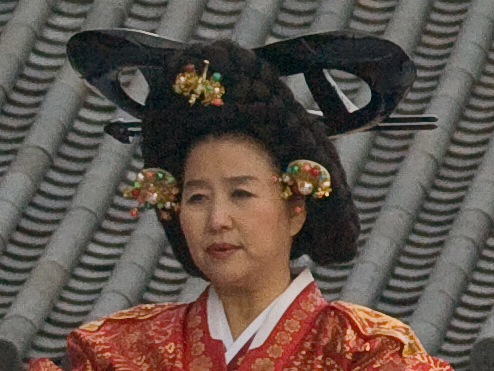
8e festival de reconstitution du chinjamrye de la dynastie Joseon, Gangnyeongjeon, Gyeongbokgung (palais royal) Séoul. Le chinjamrye était un événement au cours duquel les reines encourageaient la population à produire de la soie.

Une gache (hangeul : 가체 ; hanja : 加髢, prononcer "katché") est une perruque traditionnelle coréenne portée par les femmes. Historiquement, les gache étaient des accessoires coûteux portés uniquement par les femmes de haut rang social, aux côtés des kisaeng. Elles étaient décorées d'objets en soie, d'or, de bijoux, d'argent, de corail, de jade et d'autres matériaux coûteux. Certaines décorations étaient réservées à la royauté.
Avec ses décorations, une gache pèse généralement entre 3 et 4 kilogrammes.

## Galerie

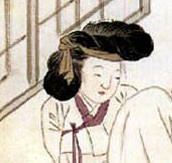
Hyewon, 1758
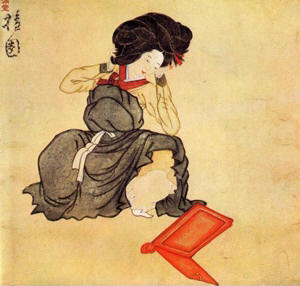
XVIIIe siècle
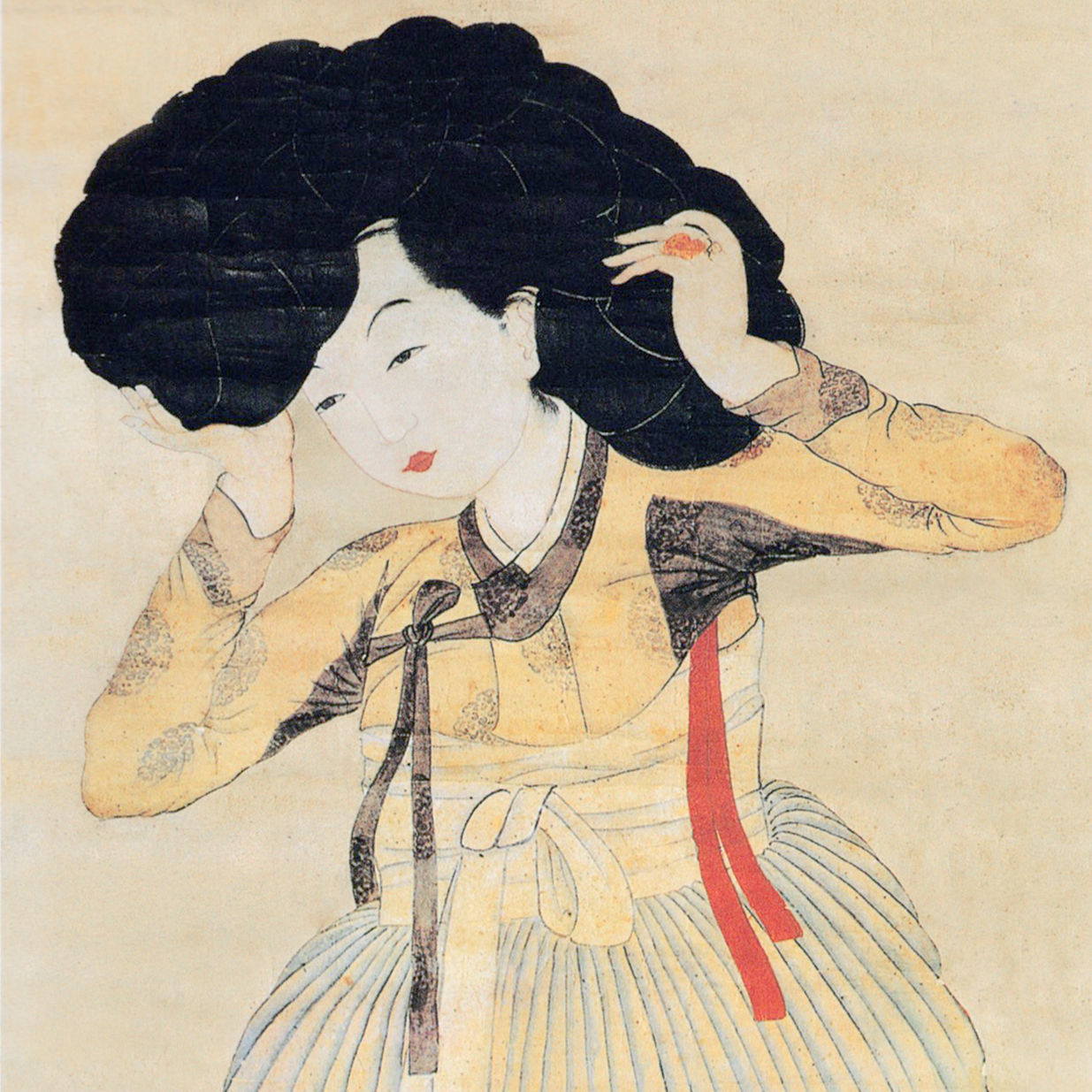
Miindo (littéralement portrait d'une beauté). Le peintre est anonyme mais le tableau a été transmis à une famille Yun éminente de Hanam, dans la province de Jeolla, avant d'être conservé au musée d'art Gansong de Séoul, en Corée du Sud.

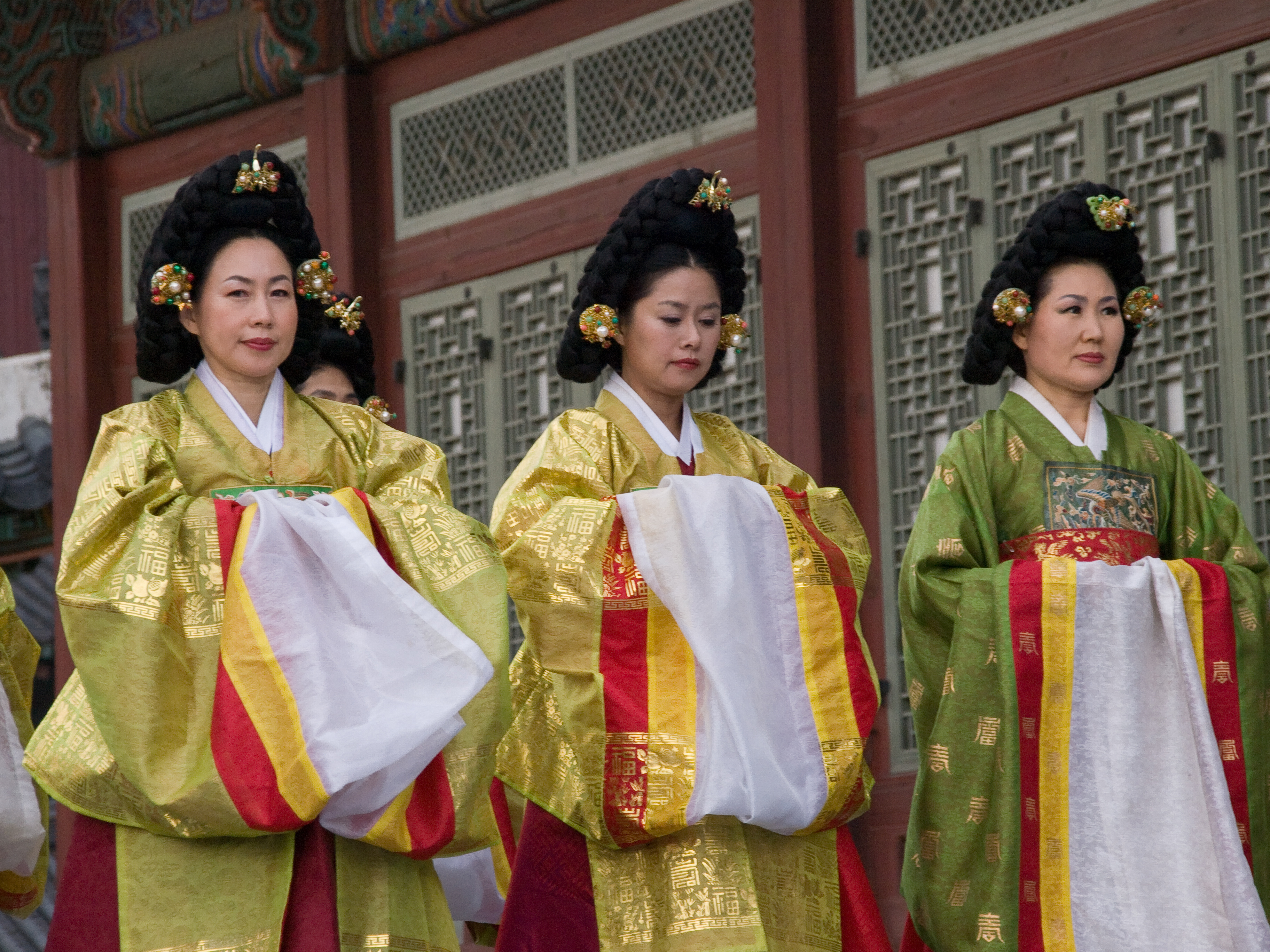
8e festival de reconstitution du chinjamnye de la dynastie Joseon
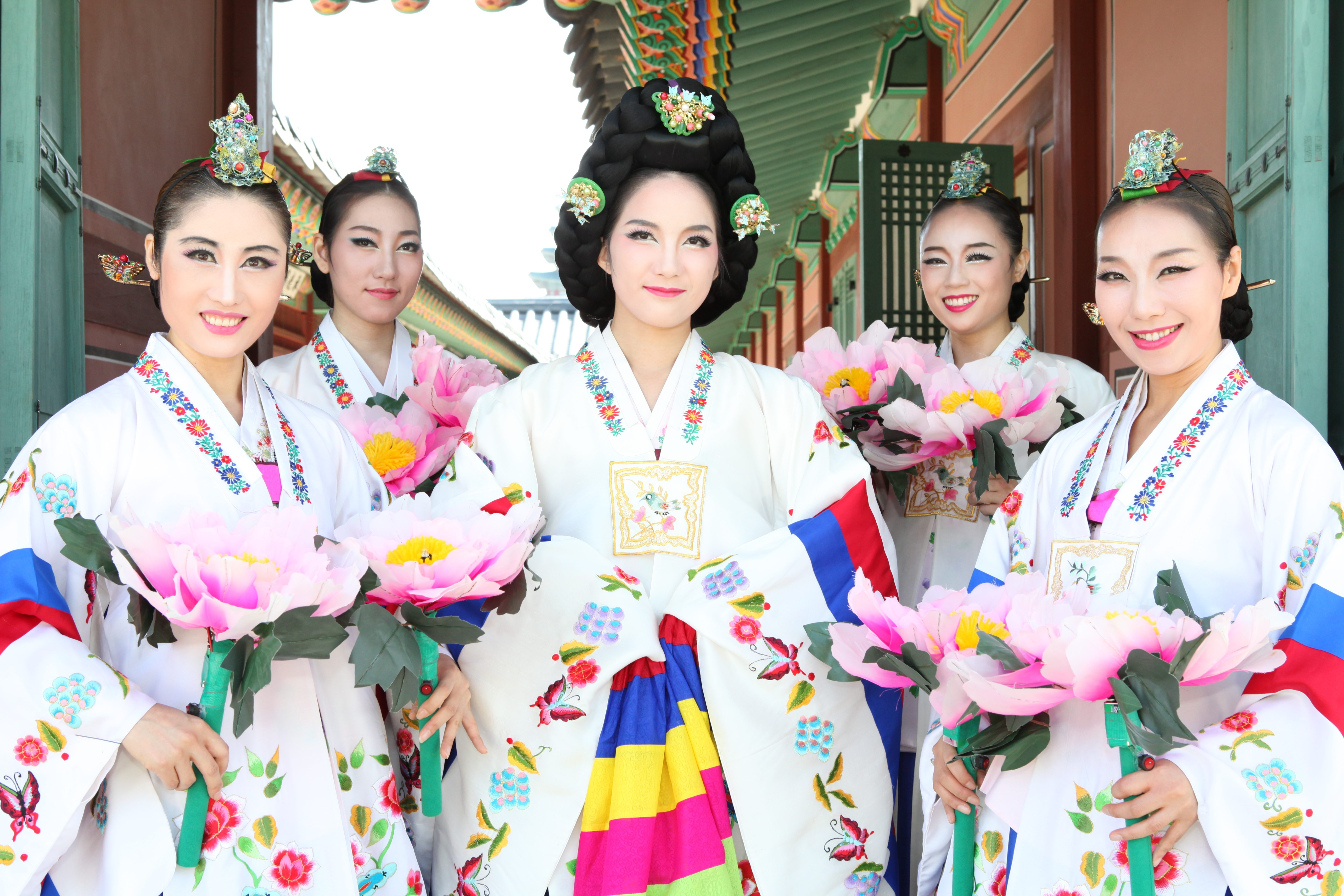
La femme au centre porte une gache
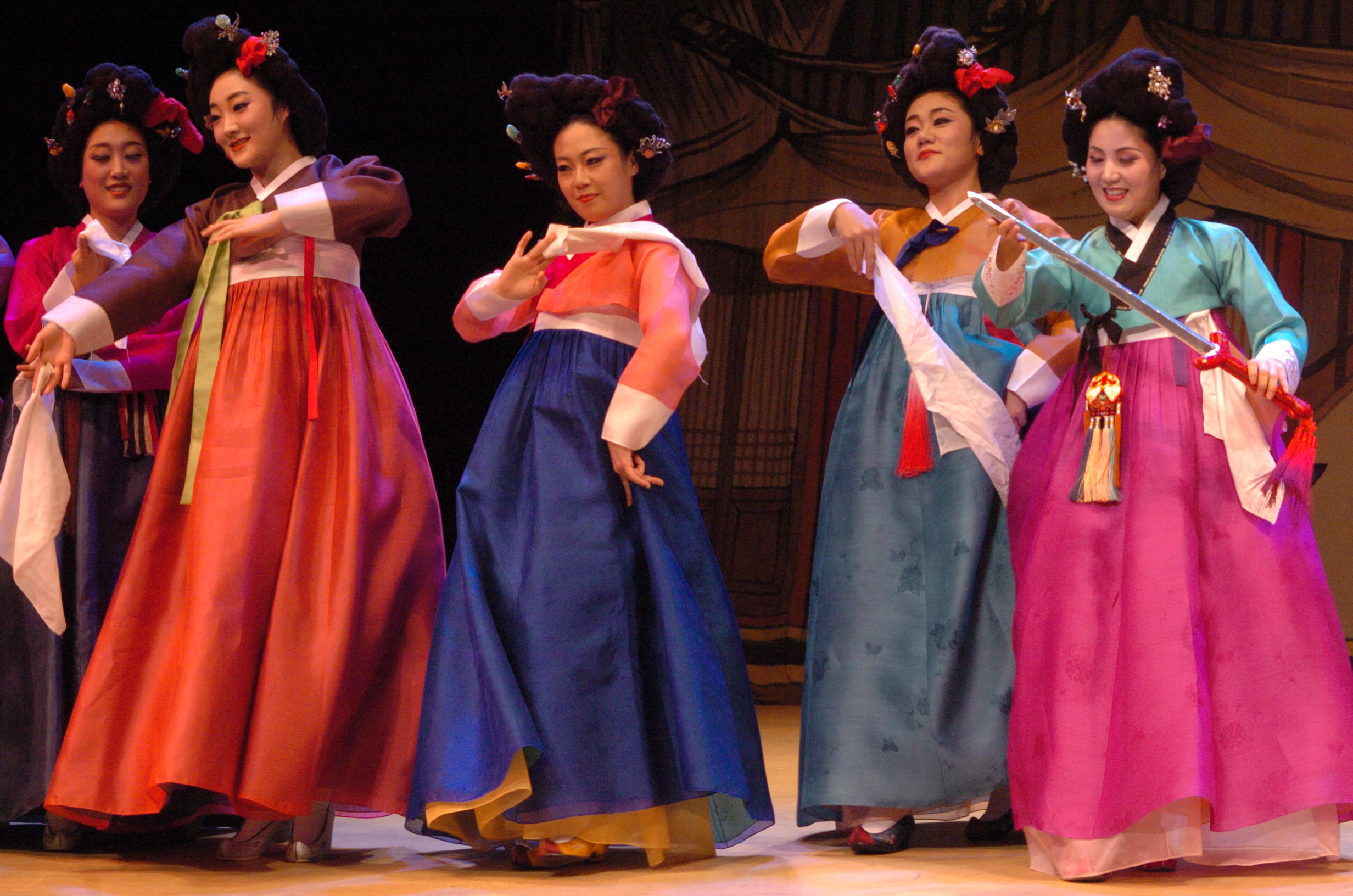
Sud-Coréennes en hanbok portant des gache